# Javier Gómez Serrano
Javier Gómez Serrano (Madrid, 21 de agosto de 1985) es un matemático y docente español, doctor en Matemáticas por la Universidad Autónoma de Madrid. Investiga la dinámica y singularidades en fluidos incompresibles en la Universidad de Princeton, NJ. Es el primer alumno doctorado de la primera promoción de ESTALMAT.

## Biografía
Nació en Madrid, y creció en el barrio de Puente de Vallecas. Desde joven demostró tener aptitudes para el aprendizaje de las matemáticas. Fue aceptado por la Real Academia de Ciencias Exactas, Físicas y Naturales dentro el programa ESTALMAT (Estímulo del talento matemático) con 13 años. Fue miembro de la primera promoción de este proyecto fundado por el matemático Miguel de Guzmán en Madrid en 1998.
Tras terminar los estudios secundarios en la Deutsche Schule de Madrid, Javier fue admitido en la Universidad Politécnica de Cataluña, donde obtuvo la doble licenciatura en matemáticas, acabándola en el tercer puesto de su promoción, e ingeniería de telecomunicaciones, logrando quedar primero de su promoción y tercero de España, posición por la que en 2013 recibiría un áccesit al premio nacional de fin de carrera, otorgado por el Ministerio de Educación, siendo Ministro José Ignacio Wert.
Fue galardonado con el premio Arquímedes por su trabajo “Estudio del modelo de confianza acotada en dinámicas de opinión”. 

Su trabajo para el proyecto de fin de carrera de ingeniería de telecomunicaciones, “Mean field dynamics of the bounded confidence model in opinion dynamics”, tutelado por Jean-Yves Le Boudec y Jorge Mata Díaz, fue realizado en colaboración con la École Polytechnique Fédérale de Lausanne, de Suiza, donde trabajó durante un tiempo.
Tras acabar sus estudios universitarios, continuó sus investigaciones en el ámbito de las matemáticas, iniciando un máster en la Universidad Autónoma de Madrid (UAM ) como paso previo al doctorado, en el que también terminó primero de su promoción. 
A su finalización, continuó con sus investigaciones en el tema de los fluidos incompresibles. Esta etapa culminó en julio de 2013, con la publicación de su tesis doctoral: “Analytical and Computer-assisted proofs in incompressible fluids” Archivado el 20 de febrero de 2017 en Wayback Machine.
En septiembre de 2013 comienza a trabajar en la universidad de Princeton, en una estancia post doctoral en la que continuará sus investigaciones dentro del proyecto de Diego Córdoba, tutor durante su doctorado y con el que publicó diversos artículos y entrevistas, sobre dinámica y singularidades en fluidos incompresibles.
Javier tiene, además, un número Erdős 3, a través de la colaboración con su colega y profesor Charles Fefferman, que junto con Diego Córdoba, publicaron un artículo relacionado con los Problemas del Milenio.
Gómez también participó en la Olimpiada Internacional de Matemáticas.

### Otras actividades
Además de diversas entrevistas y artículos de divulgación sobre los fluidos realizadas en distintos medios, Javier ha participado en concursos y olimpiadas en numerosas ocasiones, no sólo de matemáticas sino también de informática como participante y responsable de grupos; ha sido corrector de las delegaciones españolas para las olimpiadas informáticas durante varios años y responsable del equipo español en las olimpiadas iberoamericanas de matemáticas.
Además, forma parte del comité de selección de talentos del proyecto ESTALMAT de Madrid.

## Artículos

### Científicos
1. Comment on Mixing Beliefs Among Interacting Agents (with J.-Y. Le Boudec), Advances in Complex Systems (ACS) Vol. 15, No. 7, 1250028-1–1250028-7, (2012).
2. The Bounded Confidence Model Of Opinion Dynamics (with J.-Y. Le Boudec & C. Graham), Mathematical Models and Methods in Applied Sciences (M3AS) 22, num. 2, 1150007-1–1150007-46, (2012).
3. Splash Singularity for Water Waves (with A. Castro, D. Córdoba, C. Fefferman & F. Gancedo), Proceedings of the National Academy of Sciences (PNAS) 109, num. 3, 733-738, (2012).
4. Finite time singularities for the free boundary incompressible Euler equations (with A. Castro, D. Córdoba, C. Fefferman & F. Gancedo), Preprint arXiv:1112.2170. Annals of Mathematics, To appear.
5. Finite time singularities for water waves with surface tension (with A. Castro, D. Córdoba, C. Fefferman & F. Gancedo), Preprint arXiv:1204.6633. Journal of Mathe- matical Physics, To appear.

### Divulgativos
1. XXVI Olimpiada Iberoamericana de Matemáticas (with M. Castrillón), La Gaceta de la RSME., Vol. 14 (4), 798-801, (2011).
2. XXVII Olimpiada Iberoamericana de Matemáticas (with M. Castrillón), La Gaceta de la RSME., Vol. 15 (4), 772-775, (2012).